# Miguel Glica
Miguel Glica (em grego: Μιχαὴλ Γλυκᾶς; romaniz.: Mikhael Glykas; século XII) foi um historiador, teólogo, matemático, astrônomo e poeta bizantino. Ele nasceu provavelmente em Corfu e viveu em Constantinopla.
Alguns consideram sua obra-prima a "Crônica dos eventos desde a criação do mundo até a morte de Aleixo I Comneno" (1118). Ela é extremamente curta e escrita em estilo popular, com muito espaço devotado a assuntos teológicos e científicos. Glica também foi o autor de um tratado teológico e de diversas cartas sobre o assunto.
Um poema de uns quinze versos, escrito em 1158/1159 durante um período que passou na prisão sob acusação de ter caluniado um vizinho e contendo um apelo ao imperador bizantino Manuel I Comneno, de quem o poeta era secretário no ato da prisão, chegou até nossos dias e é considerado como a primeira obra com data na literatura em grego moderno, uma vez que ela contém diversos provérbios vernaculares. A natureza exata da ofensa é desconhecido, mas sua punição deveria ser cegado.
Mais tarde ele acrescentou um parágrafo de apresentação ao mesmo poema: "O secretário distinto escreveu estas linhas quando foi preso, na esperança de que elas seriam mostradas ao Imperador Santo e ele seria libertado . Mas ele não conseguiu o que queria, devido a vis rumores espalhados por toda parte , neste momento, trazendo a ira deste homem afável e razoável. Eis o que aconteceu : uma ordem imperial urgente veio da Cilícia, e como o assunto não havia sido discutido, ele ficou cego". A ordem, ao que parece, era o indulto ou uma revisão de sentença imperial, tendo a carta o tom de denúncia ao imperador e de esclarecimento à posteridade.
Após a sua libertação da prisão, algum tempo depois, Glica se tornou um monge e se tornou um renomado consultor em teologia e exegese bíblica . Sua atividade continuou a ser ler e escrever, o que indica que a sua cegueira provocada por equívoco foi parcial ou temporária.